# 강사빈
강사빈(姜士斌, 2001년 3월 26일 ~ )은 대한민국의 정당인, 청년 사회 운동가이다. 2023년 국민의힘 부대변인을 맡고 있다.
2017년 8월 헤이그 특사 사건의 주요 인물이었던 독립운동가 이상설 선생의 기념관 건립추진위원회에서 청소년위원장으로 위촉되어 활동에 참여했다. 2019년부터 역사, 문화 전문 인터넷신문 '데일리에이치'를 창간하여 스스로 이사장과 주필을 맡았다. 방송대학TV, EBS, CBS 등의 프로그램에 출연하였다.

## 개요
강사빈은 2001년 3월 26일 충청북도 충주시에서 태어나 2014년 인천광역시 부평구에 있는 인천대정초등학교를 졸업하고 2017년 경기도 가평군에 있는 청심국제중학교를 졸업하여 현재 인천광역시 연수구에 있는 인천포스코고등학교에 재학 중이다. 2017년부터 보재이상설선생기념관건립추진위원회 위원장 등으로 활동을 시작하였으며, 2018년에는 함께하구로 프로젝트, 청소년 역사 아카데미 사업 등을 이끌며 서울특별시 구로구를 중심으로 지역 활동을 펼쳐나가고 있다.
2019년 들어서는 방송활동 위주로 활동을 이어나가는 중이다. EBS '미래교육플러스'에서 고정패널을 맡기도 하였고 CBS '세상을 바꾸는 시간 15분'에 출연하기도 하였다. 최근에는 일본의 방송사인 BS-TBS와 '한국의 역사 교육'과 관련된 인터뷰를 진행한 것으로 알려졌다.
2020년 '청년김영삼연구회'를 조직하였으며 미래통합당의 김무성 의원과 국회에서 '거산 김영삼을 말하다' 세미나를 성료하였으며 김영삼 전 대통령에 대한 재평가를 주장하고 있다.

## 학력
- 2014년 2월 인천대정초등학교 졸업
- 2017년 2월 청심국제중학교 졸업
- 2021년 1월 인천포스코고등학교 졸업
- 2021년 3월 경북대학교 미술학과(한국화전공) 입학

## 경력
- 2017년 8월 보재이상설선생기념관건립추진위원회 청소년위원장
- 2018년 8월 청소년 역사 아카데미 조직위원장
- 2018년 10월 공정하고 자유로운 미래를 위한 시민연대 청년발기인
- 2018년 10월 공정하고 자유로운 미래를 위한 시민연대 홍보위원
- 2018년 10월 3·1 운동 100주년 기념사업 추진위원회 민족대표
- 2019년 1월 역사로 보는 미래 명예 이사장
- 2019년 3월 데일리에이치 이사장
- 2019년 10월 김영삼 대통령 서거 4주기 추모위원회 실무위원
- 2019년 12월 청년김영삼연구회 사무총장
- 2020년 4월 데일리에이치 주필
- 2020년 4월 사단법인 한국역사진흥원 이사장
- 2021년 6월 청년나우 대표
- 2025년 4월 국민의힘 나경원 제21대 대통령 선거 경선후보 나경원 캠프 청년대변인

## 방송
- EBS 행복한 교육세상 (2019. 02. 05.)
- OUN 청소년, 아름다운 미래 (2019. 03. 02.)
- EBS 미래교육 플러스 (2019. 04. 02. ~ 2019. 04. 23.)
- CBS 세상을 바꾸는 시간, 15분 (2019. 06. 22.)
- EBS 틴스피치 (2020.12.03.)

## 수상
- 2018년 11월 지식나눔부문 국회 보건복지위원회 위원장상

## 저서
- 2018년 《그리고 내일》[3]
- 2018년 《강화, 반만년 호국의 역사》[4]
- 2020년 《586이라는 이름의 어른들》[5]